# Бютвиллер
Бютвилле́р (фр. Buethwiller) — коммуна на северо-востоке Франции в регионе Гранд-Эст (бывший Эльзас — Шампань — Арденны — Лотарингия), департамент Верхний Рейн, округ Альткирш, кантон Мазво. До марта 2015 года коммуна административно входила в состав упразднённого кантона Данмари (округ Альткирш).
Площадь коммуны — 3,84 км², население — 273 человека (2006) с тенденцией к стабилизации: 261 человек (2012), плотность населения — 68,0 чел/км².

## Население
Численность населения коммуны в 2011 году составляла 261 человек, а в 2012 году — 261 человек.
| 1962 | 1968 | 1975 | 1982 | 1990 | 1999 | 2006 | 2011 | 2012 |
| ---- | ---- | ---- | ---- | ---- | ---- | ---- | ---- | ---- |
| 174  | 184  | 201  | 218  | 199  | 224  | 273  | 261  | 261  |

Динамика населения:

## Экономика
В 2010 году из 164 человек трудоспособного возраста (от 15 до 64 лет) 121 были экономически активными, 43 — неактивными (показатель активности 73,8 %, в 1999 году — 59,7 %). Из 121 активных трудоспособных жителей работали 112 человек (68 мужчин и 44 женщины), 9 числились безработными (4 мужчины и 5 женщин). Среди 43 трудоспособных неактивных граждан 13 были учениками либо студентами, 14 — пенсионерами, а ещё 16 — были неактивны в силу других причин.
На протяжении 2011 года в коммуне числилось 97 облагаемых налогом домохозяйств, в которых проживало 261 человек. При этом медиана доходов составила 18533 евро на одного налогоплательщика.